# 米野公園
米野公園（こめのこうえん）は、愛知県名古屋市中村区にある地区公園。

## 概要
当地は第二次世界大戦（太平洋戦争）前の耕地整理によって整備された古い住宅密集地であり、1947年（昭和22年）には既に「米野公園」として都市計画決定が行われていたにもかかわらず、長く放置されてきた。1998年（平成10年）度に至ってようやく、防災緑地緊急整備計画に基づいて整備に着手することとなった。
都市計画決定された4.7ヘクタールのうち、事業計画面積は3.2ヘクタールであったが、このうち工事着手時には民有地が2.49ヘクタールにも及び、建物が156戸、162世帯が居住する状態であった。また、計画区域内には既に都市公園としての「茶ノ木島公園」という名の公園があったが、これはわずか0.14ヘクタールに過ぎなかった。